# Джиммі Нікол
Джордж Джеймс (Джиммі) Нікол (англ. James George "Jimmy"/"Jimmie" Nicol; 3 серпня 1939, Лондон, Англія) — британський барабанщик, відомий тим, що ненадовго підмінив Рінго Старра в The Beatles в ряді концертів, що проводилися в самий розпал бітломанії в 1964 році.

## Рання кар'єра
Джиммі Нікол почав свою кар'єру барабанщика з Boosey & Hawkes. Першим професійним досвідом Нікола як ударника стала робота з малопопулярною групою «Colin Hicks And His Cabin Boys» в 1957 році. Вони стали популярні в Італії. На початку шістдесятих Нікол продовжив працювати з такими музикантами як Оскара Рабіна і Кирило Степлтон.
Деякий час він був членом шведської групи the Spotnicks, потім Georgie Fame's Blue Flames, і потім сформував свою власну групу the Shubdubs.

## Робота з The Beatles
У червні 1964 року Бітлз повинні були зробити турне по Скандинавії, Голландії, Далекому Сході та Австралії. 3 червня, за день до початку турне, Рінго застудився і з температурою 38,9 °C та запаленими мигдалинами був терміново відправлений до лікарні.
Залишаючись зі своїми мигдалинами в Лондоні, він був замінений на час данського та голландського концертів скромним 24-річним сесійним барабанщиком Джиммі Николом. Продюсер Бітлз Джордж Мартін запропонував хлопцям Джиммі, тому що він недавно записувався на EMI з Томмі Куіклі (Tommy Quickly), а також нещодавно познайомився з членами Бітлз, граючи на одній із сесій запису альбому, названого Beatlemania.
Спочатку Джордж Харрісон не хотів, щоб хто-небудь заміняв Рінго і відмовився їхати в тур без нього, але Брайан Епстайн і Джордж Мартін переконали його. Брайан вважав, що це був непоганий вибір, так як він вважав, що Джиммі «був схожий на Бітла, а не щось чужорідне».
Під час турне, кожен раз, коли хто-небудь з Бітлз питав Джиммі, як у нього справи, він весь час відповідав, що «Все краще і краще». Всі над ним зазвичай сміялися, а пізніше, в 1967 році, це надихнуло Пола скласти пісню, названу Getting Better, що увійшла до альбому Sgt. Pepper's Lonely Hearts Club Band.
Рінго вийшов з лікарні 11 червня, і приєднався до групи в Мельбурні 15 червня 1964 року.
За заміну Рінго під час цього туру Джиммі отримав £500 і золотий годинник з гравіюванням: «Джиммі — з повагою і вдячністю - від Бітлз і Брайана Епштейна».
Після повернення Джиммі його група The Shubdubs випустила сингл Husky/don't Come Back, але він не потрапив в чарти. Трохи пізніше the Shubdubs розпалися, після чого Джиммі перебрався в Південну Америку. Потім він якийсь час жив в Австралії.
Приєднавшись до Бітлз, Джиммі сказав: «Хлопці були дуже люб'язні, але я відчував себе трохи скуто. Вони прийняли мене, але неможливо просто так увійти в таку групу як ця — у них власна атмосфера, власне почуття гумору. Це невелика кліка і сторонні не можуть просто так сюди вломитися».
Пізніше Джиммі сказав про Бітлз: «У мене була група і Брайан одного разу помістив нас на одній афіші з The Beatles і The Formost. За лаштунками ми з задоволенням побалакали, так як давно не бачили один одного. Вони були приємні».

## Пізня кар'єра
Після його участі у The Beatles, Нікол повернувся в Shubdubs, із групою, яка знову називала себе «Jimmy Nicol and the Shubdubs». Jimmy Nicol and the Shubdubs випустили сингли «Husky» / «don't Come Back», а потім «Humpty Dumpty» / «Night Train», але ні один з них не мав комерційного успіху.
Потім Нікол був вдруге запрошений до групи як сесійний барабанщик, цього разу це була група Dave Clark Five, коли її барабанщик Дейв Кларк захворів. Нікол замінював його на концертах в Блекпулі і Ланкаширі. Пізніше його доля з The Beatles перетнулася ще раз, коли його група виступала з Бітлами у липні 1964.
У 1965 році Нікол оголосив про своє банкрутство з заборгованістю в £ 4066, усього через дев'ять місяців після того, як він грав із The Beatles.
Пізніше в тому ж році він приєднався до успішної шведській групі Spotnicks, з якою Нікол два рази вирушав на світове турне.
Він залишив Spotnicks в 1967 році, проводячи час в Мексиці, вивчаючи ритми самби і боса-нови. У 1975 році Нікол повернувся в Англію і працював там в сфері нерухомості.
У 1988 році ходили чутки, що Нікол помер, але в 2005 році Daily Mail підтвердив, що він ще живий і живе затворником в Лондоні.